# Німий свідок
«Німий свідок» (англ. Dumb Witness) — детективний роман англійської письменниці Агати Крісті, написаний у 1937 році та вперше опублікований видавництвом Collins Crime Club у тому ж році. Роман із серії про бельгійського детектива Еркюля Пуаро. Це передостанній роман, де оповідання ведеться від імені Капітана Гастингса.

## Сюжет
Дія роману відбувається в Беркширі, у маєтку Леді Арунделл, багатої літньої дами, що оточена жадібними родичами. Леді Арунделл падає зі сходів, і всі вважають, що вона спіткнулася через м'ячик, залишений її улюбленим фокстер'єром Бобом. Леді Арунделл помирає, а все її майно переходить до компаньйонки Міс Лоусон. Еркюль Пуаро одержує листа, написане перед смертю Леді Арунделл, але вже занадто пізно рятувати її життя, але ще є час знайти вбивцю. Пуаро доводиться працювати з самим незвичайним за всю його практику свідком, псом Бобом. Розплутуючи злочин Пуаро й Гастингс звикають до пса, а наприкінці  роману Боб стає новим вихованцем Гастингса.

## Персонажі роману
- Еркюль Пуаро - бельгійський детектив
- Капітан Гастингс - друг і помічник Пуаро
- Тереза Арунделл - племінниця Леді Арунделл
- Доктор Рекс Дональдсон - наречений Терези
- Чарльз Арунделл - племінник Леді Арунделл
- Белла Таньос - племінниця Леді Арунделл
- Доктор Джекоб Таньос - чоловік Белли
- Вильгельмина Лоусон - компаньйонка й спадкоємиця Леді Арунделл
- Сестри Вітт - дві дивні бабусі, екстрасенси-аматорки

## Зв'язок з іншими творами Агати Крісті
У главі 18 роману, Еркюль Пуаро згадує про інші вбивства, які він розслідував, зокрема  "Вбивство Роджера Екройда" (1926), "Смерть у хмарах" (1935), "Загадкова подія в Стайлзі" (1920) і "Таємниця "Блакитного поїзда".

## Екранізація
В 1996 році роман ліг в основу одного з епізодів британського телесеріалу Пуаро Агати Крісті з Девідом Суше у головній ролі. Фільм знімався в одному з найкрасивіших місць Великої Британії - Озерному краї.